# Sarkopenie
Sarkopenie je úbytek svalové hmoty, k němuž dochází vlivem stárnutí a/nebo nedostatku pohybu. Rychlost ztráty svalové hmoty závisí na intenzitě cvičení, výživě, jiných nemocech a dalších faktorech. Sarkopenie může vést ke snížení kvality života, pádům, zlomeninám a invaliditě.

## Příznaky
Charakteristickým znakem sarkopenie je ztráta svalové hmoty neboli svalová atrofie. Změna složení těla může být obtížně detekovatelná kvůli obezitě nebo otokům. Změny hmotnosti, obvodu končetin nebo pasu nejsou spolehlivými ukazateli změn svalové hmoty. Časným ukazatelem sarkopenie může být významná ztráta svalové hmoty v přední části stehen a břišních svalech. Dokud není závažná, nemusí mít žádné příznaky, a často tak není rozpoznána.
Sarkopenie může způsobit pokles síly a zvýšené riziko pádů.

## Příčiny
Je pravděpodobné, že sarkopenie je výsledkem více vzájemně působících faktorů. Patří mezi ně hormonální změny, absence pohybu, svalové změny související s věkem, výživa a neurodegenerativní změny.
Stupeň sarkopenie určují dva faktory: počáteční množství svalové hmoty a rychlost, s jakou objem svalové hmoty klesá. Absence pohybu dramaticky zvyšuje rychlost ztráty svalové hmoty, a to i u mladších lidí.
Mezi další faktory, které mohou zrychlit progresi, patří snížený příjem živin nebo chronická onemocnění.

## Dopad na veřejné zdravotnictví
Sarkopenie se stává závažným problémem veřejného zdravotnictví vzhledem ke stoupající délce života a rostoucí geriatrické populaci.
Úbytek svalové hmoty je spojen se zvýšeným rizikem infekce, sníženou imunitou a špatným hojením ran. Slabost, která doprovází svalovou atrofii, vede k vyššímu riziku pádů, zlomenin, fyzického postižení, potřeby ústavní péče, snížené kvalitě života, zvýšené úmrtnosti a zvýšeným nákladům na zdravotní péči.